# Pseudophryne guentheri
A Pseudophryne guentheri a kétéltűek (Amphibia) osztályának békák (Anura) rendjébe, a Myobatrachidae családba, azon belül a Pseudophryne nembe tartozó faj.

## Előfordulása
Ausztrália endemikus faja. Nyugat-Ausztrália állam délnyugati területein honos. Elterjedési területének mérete nagyjából 407 400 km².

## Nevének eredete
A faj nevét Albert Günther német születésű brit zoológus, ichthiológus és herpetológus a tiszteletére kapta.

## Megjelenése
Kis termetű békafaj, hossza elérheti a 3,5 cm-es testhosszúságot. Háta barna vagy szürke, sötétebb foltokkal vagy mintázattal, néha apró, élénkpiros foltokkal. Fején és háta közepén gyakran halványszürke foltok találhatók. Hasa fekete-fehér vagy szürke márványozású. Pupillája vízszintes elhelyezkedésű, az írisz aranyszínű. Ujjai között nincs úszóhártya, ujjai végén nincsenek korongok.

## Életmódja
Élőhelye nedves és száraz szklerofil erdők és elöntött füves területek. Általában nedves területeken, sziklák, fatörzsek, elhalt fű és törmelék alatt található.
Ősztől télig szaporodik. A petéket kis csomóban rakja le a szárazföldön, homokos talajjal borított üregekbe. Akárcsak a többi Pseudophryne faj esetében, a fészket a hím őrzi. Az ebihalak hossza elérheti a 3 cm-t, barna vagy halvány arany színűek, gyakran a hátuk és a farkuk közepén határozott hosszanti csíkkal. A vizekbe a fészkek elárasztása után kerülnek, és körülbelül három hónapig tart, amíg békává fejlődnek.

## Természetvédelmi helyzete
A vörös lista a nem fenyegetett fajok között tartja nyilván. Populációja stabil, több természetvédelmi területen is megtalálható.